# Gonomyia (Leiponeura) distenta
Gonomyia (Leiponeura) distenta is een tweevleugelige uit de familie steltmuggen (Limoniidae). De soort komt voor in het Afrotropisch gebied.